# 別府溝部学園短期大学
別府溝部学園短期大学（べっぷみぞべがくえんたんきだいがく、英語: Beppu Mizobe Gakuen Junior College）は、大分県別府市亀川中央町に本部を置く日本の私立大学。1946年創立、1964年大学設置。

## 概観

### 大学全体
- 大分県別府市に所在する日本の私立短期大学で、設置主体は学校法人溝部学園[1]。
- 1964年に別府女子短期大学として設置され、当初は1学科で入学総定員40名体制だったが[2]、後に学科増設されて現在は4つの学科をもつ。
- 2002年度までは、別府女子短期大学で、1980年から改称までは、男子生徒を受け入れていたにもかかわらず、女子短期大学という名称であった。

### 建学の精神
- 建学の精神は「自立・自活できる人材の育成」[3]。

### 学風および特色
- 専門職就職率が高く、就業継続率が高い。多くの免許・資格等の取得。日本文化を学ぶためのカリキュラムとして、茶道・花道・伝統体験・着物の着付けなどがある。また、留学生による日本語スピーチコンテストも行っている[4]。

## 沿革
- 1946年
  - 4月 別府高等技芸学校が創設される[5][6][7]。
- 1956年
  - 別府女子高等学校（家庭科・商業科）を設置。
  - 4月2日 学校法人溝部学園の設置が認められる[8]。
- 1964年
  - 1月25日 左記を以て文部省[注 1]より短期大学の設置が認可される[9]。
  - 4月1日 別府女子短期大学（べっぷじょしたんきだいがく）として以下の学科体制にて開学する[10]。 別府女子高等学校専攻科を改組。
    - 被服科 入学定員40名[11]
- 1964年
  - 5月1日 学生数[12]/定員
    - 被服科 40[注釈 1]/40
- 1966年
  - 4月1日 以下の学科を増設する[13]。
    - 食物科 入学定員50名

  - 5月1日 学生数[14]/定員
    - 被服科 84[注釈 1]/80
    - 食物科 55[注釈 1]/50
- 1968年
  - 4月1日 食物科の入学定員を50[15]→100[16]に増員[17]。
  - 同 以下の学科を増設する[18]。
    - 幼児教育科 入学定員50名

  - 5月1日 学生数[19]/定員
    - 被服科 70[注釈 1]/80
    - 食物科 153[注釈 1]/150
    - 幼児教育科 30[注釈 1]/50
- 1979年
  - 4月1日 幼児教育学科に男子学生が入学。
  - 5月1日 学生数[20]/定員
    - 被服科 32[注釈 1]/80
    - 食物科 83[注釈 1]/200
    - 幼児教育科 77[注釈 2]/100
- 1986年
  - 4月1日 学科の名称を変更[21]。幼児教育学科を含め全学科を事実上、共学とする [22]。
    - 被服科→服飾デザイン学科
    - 食物科→食物学科
    - 幼児教育科→幼児教育学科

  - 5月1日 学生数[23]/定員
    - 服飾デザイン学科 8[注釈 1]/80
    - 食物学科 82[注釈 1]/200
    - 幼児教育学科 83[注釈 2]/100
- 1990年
  - 4月1日 服飾デザイン学科に男子学生が入学。
  - 5月1日 学生数[24]/定員
    - 服飾デザイン学科 53[注釈 2]/80
    - 食物学科 176[注釈 1]/200
    - 幼児教育学科 98[注 2]/100
- 1992年
  - 5月1日 学生数[注 3]/定員
    - 服飾デザイン学科 85[注釈 3]/80
    - 食物学科 273[注釈 1]/200
    - 幼児教育学科 122[注釈 2]/100
- 1993年
  - 4月1日 食物学科に男子学生が入学し、これにより史上初めて全学科に男子学生が在籍。
  - 5月1日 学生数[27]/定員
    - 服飾デザイン学科 106[注釈 2]/80
    - 食物学科 294[注釈 2]/200
    - 幼児教育学科 122[注釈 3]/100
- 1999年
  - 5月1日 学生数[28]/定員
    - 服飾デザイン学科 93[注 4]/80
    - 食物学科 164[注釈 3]/200
    - 幼児教育学科 137[注 5]/100
- 2003年
  - 4月1日 別府溝部学園短期大学に改称[29]。
  - 同 以下の学科を増設する[29]。
    - 介護福祉学科 入学定員40名
- 2008年
  - 同 この年度の入学生より服飾デザイン学科を以下の学科に改組[30]。
    - ライフデザイン総合学科 入学定員60名[30]。

  - 同 食物学科を食物栄養学科に改称し、入学定員を100→60に減員[30]。
  - 同 幼児教育科の定員を70名に増員[30]。
- 2009年
  - 3月31日 左記をもって旧来の服飾デザイン学科が正式に廃止となる[31]。
- 2019年
  - 4月1日 学科の定員減を以下の通り行う[32]。
    - 食物栄養学科 60→40
    - 介護福祉学科 40→30

## 基礎データ

### 所在地
- 大分県別府市亀川中央町29-10

### 象徴
- オリジナルのカレッジマークは右記資料にあり[33]。

### 交通アクセス
- JR九州日豊本線亀川駅下車。

## 教育および研究

### 組織

#### 学科
- ライフデザイン総合学科
- 食物栄養学科
- 幼児教育学科
- 介護福祉学科

#### 専攻科
- なし

#### 別科
- なし

##### 取得可能資格
- 各学科を修了すると、以下の免許・資格（受験資格）・修了証等を取得することができる。
  - ライフデザイン総合学科
    - ファッションアドバイザー、アシスタントブライダルコーディネーター、DTPデザイナー、Webデザイナー、ビジネス実務士、医療秘書実務士、診療情報管理実務士、介護保険実務士、情報処理士、観光実務士、社会福祉主事任用資格、介護職員初任者研修、手話講習会入門課程

  - 食物栄養学科[34]
    - 全コース - 栄養士
    - 保育健康コース - 栄養教諭二種免許状、社会福祉主事任用資格、介護職員初任者研修、保育健康アドバイザー
    - 医事健康コース - 医療秘書実務士、介護保険実務士、社会福祉主事任用資格、介護職員初任者研修、手話講習会入門課程
    - 温泉コンシェルジュコース - 社会福祉主事任用資格、介護職員初任者研修、ビジネス実務士、観光実務士、温泉コンシェルジュ修了証

  - 幼児教育学科 - 幼稚園教諭二種免許状、保育士[35]、レクリエーションインストラクター、ピアヘルパー、准学校心理士、上級救命講習会修了証、社会福祉主事任用資格
- 介護福祉学科 - 介護福祉士[36]、レクリエーションインストラクター、福祉レクリエーションワーカー、介護保険実務士、社会福祉主事任用資格、赤十字救急法救急員
- かつて、服飾デザイン学科・食物学科では中学校教諭二種免許状（家庭）の認可も受けていた[注 6]。

### 研究
- 『別府女子短期大学紀要』[39]
- 『別府女子短期大学研究紀要』[40]
- 『別府溝部学園短期大学紀要』[41]

## 学生生活

### 部活動・クラブ活動・サークル活動
- 体育系 - 弓道部・水泳部・卓球が好きな仲間・フットサルサークル・バスケットサークル[42]
- 文化系 - ハンドベル部・国際先鋒隊Σクラブ・軽音楽サークル・調理サークル[42]

### 学園祭
- 学園祭は「姫山祭」と呼ばれ、6月に行われている[43]。

## 大学関係者と組織

### 大学関係者組織
- 別府溝部学園短期大学同窓会[44]

### 大学関係者一覧

#### 出身者
- 杉崎里子 - 女流棋士

## 施設

### キャンパス

#### 本部キャンパス
- 短大本館[45]
- 短大ホール
- 短大2号館
- 記念館 - 図書館がある。
- 85年館
- 87年館
- 特別実習棟
- ライフデザイン総合実習棟
- 留学生棟
- グラウンド
- 体育館
- 姫山寮 - 学生寮
- 教職員駐車場
- 学生用駐車場
- センタービル
- 福祉介護棟
- 光苑山荘[要出典]

本部キャンパス内には以下の系列校が併設されている。
- 別府溝部学園高等学校
- 大分県歯科技術専門学校
- ひめやま幼稚園

#### その他
- 第二グラウンド：隣接する日出町にある。[要出典]

## 対外関係

### 他大学との協定
- 大分高等教育協議会
- 大学等による「おおいた創生」協議会

#### 単位互換協定締結校
- 放送大学[46]

#### 友好交流締結校
- アメリカ
  - ワシントン州立大学
- 韓国
  - 慶北外国語専門大学
  - 韓国青陽大学
- 中国
  - 瀋陽師範大学
  - 大連外国語学院
  - 上海東海職業技術学院
  - 上海中僑職業技術学院
  - 上海思博職業技術学院

### 併設校
- 大分県歯科技術専門学校[7]
- 別府溝部学園高等学校
- ひめやま幼稚園 - 認定こども園。
- 寒田ひめやま保育園 - 学校法人溝部学園ではなく、社会福祉法人姫山会が運営[47]。
- ひらた保育園 - 2009年4月に別府市から移管。

## 社会との関わり
- 各種オープンカレッジ（公開講座）を行っている[48]。

## 卒業後の進路

### 就職
- 2020年度の就職決定率は100%。取得した資格を活かして専門職への就職が多く、就職者に占める専門職の比率は98.5%、就職3年後就業率95％[49]。

### 編入学・進学実績
- 進学 - 早稲田大学、立命館アジア太平洋大学、同志社大学、神奈川大学、大分大学、近畿大学、立教大学、日本経済大学、国士舘大学、武蔵野大学、長崎県立大学、文化服装学院、水野学園専門学校、ヒコ・みづのジュエリーカレッジ[49]
- 編入学 - 立命館アジア太平洋大学、大阪産業大学、大阪国際大学、徳山大学、大阪経済法科大学、別府大学、昭和女子大学[49]